# 天池镇 (叙永县)
天池镇，是中华人民共和国四川省泸州市叙永县下辖的一个乡镇级行政单位。

## 行政区划
天池镇下辖以下地区：
大水井社区、盐井村、高木村、柏阳村、凤江村和甲寨子村。